# Epirhyssa leroyi
Epirhyssa leroyi là một loài tò vò trong họ Ichneumonidae.